# Bistum Segovia
Das Bistum Segovia (lateinisch Dioecesis Segobiensis) ist eine in Zentralspanien gelegene römisch-katholische Diözese mit Sitz in der altkastilischen Stadt Segovia.

## Geschichte
Das Bistum Segovia wurde zur Zeit des Westgotenreichs im 6. Jahrhundert errichtet; bereits im Jahr 527 signierte ein namentlich unbekannter Mann als „Bischof von Toledo“, doch der erste namentlich bekannte Bischof war ein gewisser „Petrus“ im Jahr 589. Aus islamisch-maurischer Zeit ist kein Bischof bekannt. Im Jahr 1123 unterzeichnete Papst Calixtus II. eine Bulle zur Neugründung des Bistums. Am 4. Juli 1857 wurde das Bistum Segovia dem Erzbistum Valladolid als Suffraganbistum unterstellt.

## Bilder

Kathedrale von Segovia
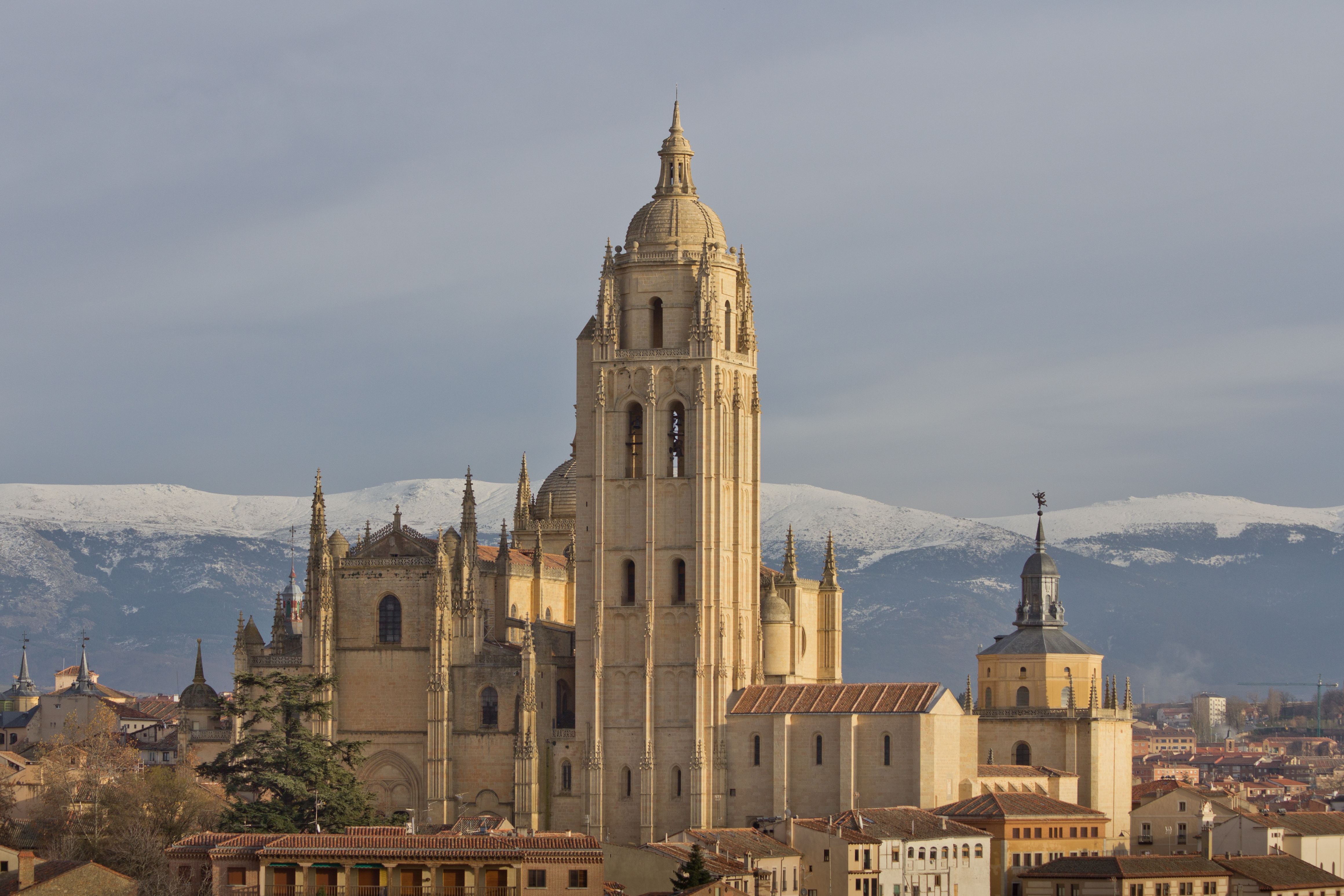
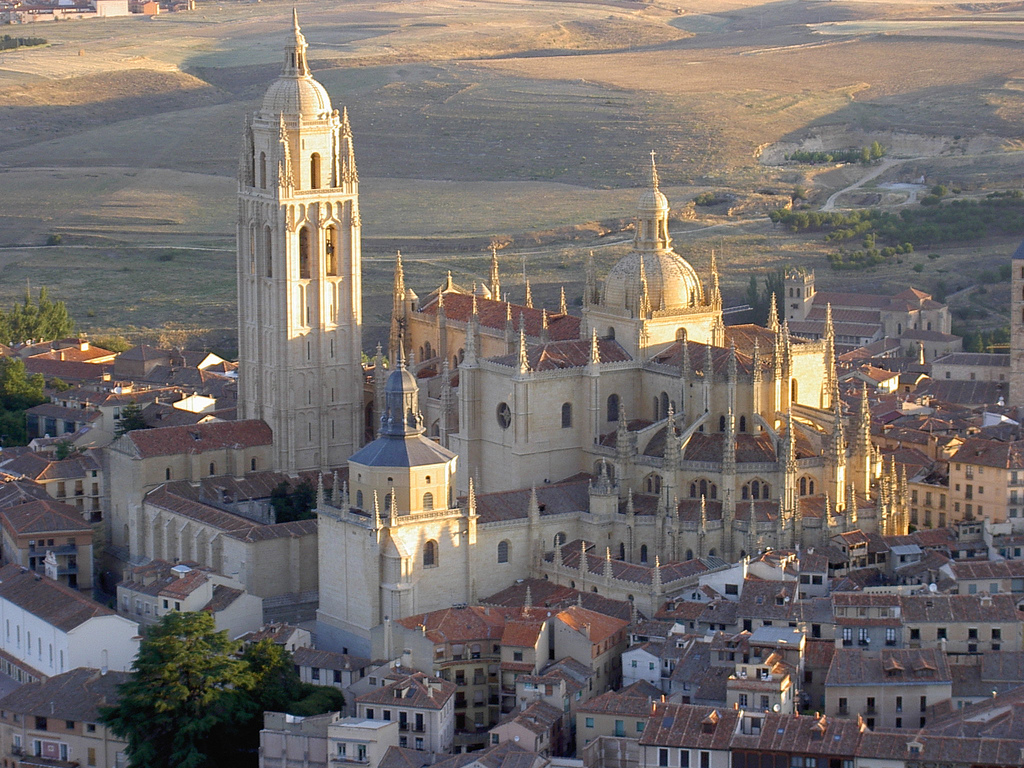
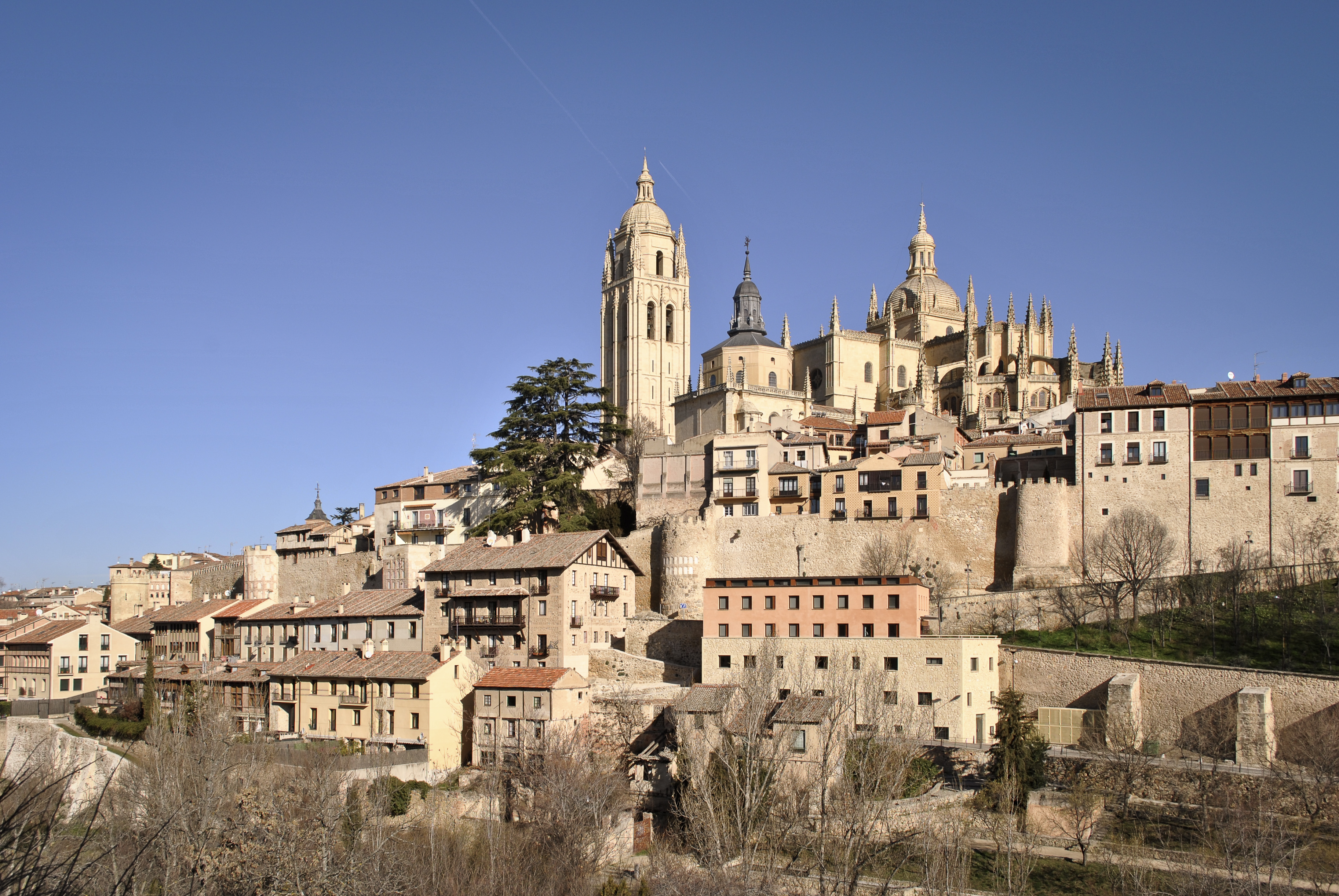